# Antoine Laurent Apollinaire Fée
Pour les articles homonymes, voir Fée (homonymie).
Antoine Laurent Apollinaire Fée est un pharmacien, botaniste et écrivain français, né le 7 novembre 1789 à Ardentes et mort le 21 mai 1874 à Paris.

## Biographie

### Carrière
Antoine Fée est pharmacien sous-aide-major en 1809 et participe à la campagne d’Espagne. Il finit son service avec le rang d’aide-major. Il entre comme pharmacien à l’école de Strasbourg en 1815. Il rencontre en 1823, le botaniste Christiaan Hendrik Persoon (1755-1837), qui exercera sur lui une grande impression. En 1824, il devient membre titulaire de l’Académie de médecine. En 1825, il est démonstrateur à l’hôpital militaire de Lille puis, en 1828, pharmacien-major. Fée enseigne la botanique à Strasbourg de 1832 à 1867 où il remplace Christian Gottfried Nestler (de) (1778-1832). Il dirige également de 1833 à 1870 le jardin botanique de l'université de Strasbourg. La thèse qu’il présente pour l’obtention de cette chaire a pour titre De la Reproduction des végétaux (F.-G. Levrault, Strasbourg, 1833). Il obtient, le 14 mai 1833, le titre de docteur en médecine avec une thèse intitulée Examen de la théorie des rapports botanico-chimiques. Il s’installe à Paris après 1871. Il préside la Société botanique de France en 1874.
Il réédite le Systema naturae de Carl von Linné (1707-1778) à Paris en 1830 (chez F.-G. Levrault) et fait paraître une Vie de Linné, rédigée sur les documents autographes laissés par ce grand homme et suivie de l'analyse de sa correspondance avec les principaux naturalistes de son époque toujours à Paris en 1832 (chez F.-G. Levrault). Il s’intéresse aux premiers botanistes et fait paraître la Flore de Virgile (N.E. Lemaire, 1835), la Flore de Théocrite et des autres bucoliques grecs (Firmin-Didot frères, Paris, 1832), les Commentaires sur la botanique et la matière médicale de Pline (C.-L.-F. Panckoucke, Paris, 1833).

### Vie privée
Antoine Laurent Apollinaire Fée épouse en 1re noces Marie Victorine Marillon, morte à Paris, le 2 août 1817. 
Il se remarie l'année suivante, le 22 août 1818, à Cécile Brucy, née à Orléans le 21 janvier 1799, fille d'Edmé Charles Brucy et de Reine Lep. Elle publie en 1832 un recueil de Pensées,,.
Le portrait de Cécile Fée, peint peu après son mariage par sa soeur Edmée Brucy, est présenté au Salon de peinture et de sculpture de 1819 (no 178). Il a été lithographié en 1840 par Charles Auguste Schuler.
Cécile Fée meurt à Strasbourg le 5 janvier 1840,.

## Œuvres
- Essai sur les cryptogames des écorces exotiques officinales, précédé d'une méthode lichénographique et d'un “Genera” (deux volumes, Firmin-Didot père et fils, Paris, 1824-1837).
- Méthode lichénographique et “Genera″ (Firmin-Didot père et fils, Paris, 1824).
- Code pharmaceutique, ou Pharmacopée française (Paris, 1826).
- Vie de Linné, 1832.
- Entretiens sur la botanique dans la Bibliothèque d'instruction populaire. Maître Pierre ou le Savant de village (F.-G. Levrault, Paris, 1835, réédité par Langlois et Leclercq, Paris, en 1849).
- Cours d'histoire naturelle pharmaceutique, ou Histoire des substances usitées dans la thérapeutique, les arts et l'économie domestique (deux volumes, Corby, Paris, 1828).
- Promenade dans la Suisse occidentale et le Valais (J. Rouvier et E. Le Bouvier, Paris, 1835).
- Catalogue méthodique des plantes du Jardin botanique de la Faculté de médecine de Strasbourg (F.-G. Levrault, Strasbourg, 1836).
- Entretiens sur la zoologie dans la Bibliothèque d'instruction populaire. Maître Pierre ou le Savant de village (F.-G. Levrault, Paris, 1836).
- Entretiens sur la zoologie. Oiseaux dans la Bibliothèque d'instruction populaire. Maître Pierre ou le Savant de village (F.-G. Levrault, Paris, 1838).
- Mémoires sur la famille des Fougères (trois tomes en deux volumes, Veuve Berger-Levrault, Strasbourg, 1844-1852).
- Voceri, chants populaires de la Corse, précédés d'une excursion faite dans cette île en 1845 (V. Lecou, Paris, 1850).
- “Genera filicum″, exposition des genres de la famille des Polypodiacées (classe des Fougères) (J.-B. Baillière, Paris, 1850-1852).
- Études philosophiques sur l'instinct et l'intelligence des animaux (Veuve Berger-Levrault, Strasbourg, 1853).
- Iconographie des espèces nouvelles décrites ou énumérées dans le “Genera filicum″ et revision des publications antérieures relatives à la famille des Fougères (trois volumes, Veuve Berger-Levrault et fils, Paris, 1854-1865).
- Souvenirs de la guerre d'Espagne… 1809-1813 (Veuve Berger-Levrault et fils, Paris, 1856).
- Voyage autour de ma bibliothèque, littérature et philosophie (Veuve Berger-Levrault et fils, Paris, 1856).
- Fougères mexicaines, catalogue méthodique (sans lieu, 1858).
- L'Espagne à cinquante ans d'intervalle, 1809-1859 (Veuve Berger-Levrault et fils, Paris, 1861).
- Les Misères des animaux (Humbert, Paris, 1863).
- Le Darwinisme, ou Examen de la théorie relative à l'origine des espèces (V. Masson et fils, Paris, 1864).
- Histoire des Fougères et des Lycopodiacées des Antilles (J.-B. Baillière, Paris, 1866).
- Avec la collaboration d’Auguste Francois Marie Glaziou (en) (1828-1906), Cryptogames vasculaires (fougères, lycopodiacées, hydroptéridées, équisétacées) du Brésil (deux volumes, J.-B. Baillière et fils, Paris, 1869-1873).
- Études sur l'ancien théâtre espagnol. Les Trois Cid (Guillen de Castro, Corneille, Diamante). Hormis le roi, personne. Ce que sont les femmes. Fragments de la Celestina (Firmin-Didot frères, fils et Cie, Paris, 1873).

## Sources
- Benoît Dayrat (2003). Les Botanistes et la Flore de France, trois siècles de découvertes. Publication scientifiques du Muséum national d’histoire naturelle : 690 p.
- Amédée Dechambre (1877). Dictionnaire encyclopédique des sciences médicales. G. Masson (Paris).